# Ramón Sánchez Lizarralde
Ramón Sánchez Lizarralde (Valladolid, 1951-10 de julio de 2011) fue un traductor, crítico literario y editor español, conocido sobre todo por sus versiones del albanés, idioma del que tradujo numerosas obras de Ismail Kadare, Mitrush Kuteli, Bashkim Shehu, Mimosa Ahmeti, Ervin Hatibi, Agron Tufa, etc., y compiló varias antologías de cuentos populares y épica legendaria albanesa. En 1993 recibió el Premio Nacional a la mejor traducción por El concierto, de Ismail Kadare. Fue presidente de ACEtt hasta 2001. Ha recibido el premio Pluma de Plata 2005 del Ministerio de Cultura de Albania, "por su apreciada contribución en la difusión de los valores de la lengua, cultura y literatura albanesas, en Europa y en el mundo".